# Notophyson brotes
Notophyson brotes är en fjärilsart som beskrevs av Druce 1895. Notophyson brotes ingår i släktet Notophyson och familjen björnspinnare. Inga underarter finns listade i Catalogue of Life.